# Henry Laufenburger
Henry Laufenburger, né le 9 janvier 1897 à Gerstheim et mort le 12 février 1964 à Mollens (Suisse), est un économiste français spécialiste des sciences financières et de l'Allemagne.

## Biographie

### Jeunesse et études
Il obtient en 1922 un doctorat en sciences économiques de l'université de Caen-Normandie, avec une thèse portant sur L'industrie sidérurgique de la Lorraine désannexée et la France. Il obtient en 1926 un doctorat ès-sciences économiques et politiques à l'université de Strasbourg. 

### Parcours professionnel
Il devient professeur à l'université de Strasbourg. Il est ensuite professeur à l'université de Bordeaux, puis l'université de Paris. 
En 1937, il a été chargé avec Pierre Pflimlin d'une enquête sur la structure économique du Troisième Reich.
À la veille de la guerre, il fait figure d’expert pour tout ce qui concerne l’Allemagne et l’expérience d’économie dirigée. C’est dans cette perspective qu’il réfléchit à la notion de service public économique dans son ouvrage sur l’intervention de l’État en matière économique.
Reconnu comme un expert en finances publiques, il est choisi pour écrire le Que sais-je ? sur l'histoire de l'impôt en France.
Il est également vice-président de la Banque de crédit international.
Il finit sa carrière comme professeur à l'université de Genève.

## Œuvres
- Henry Laufenburger, Pierre Pflimlin (1938), La nouvelle structure économique du Reich. Groupes, cartels et politique des prix, Paris, Paul Hartmann, 1938 (Centre d'études de politique étrangère, Section d'information, publication n° 12), 105 p.
- L'intervention de l'État en matière économique